# Rowlands Castle
Rowlands Castle – wieś w Anglii, w hrabstwie Hampshire, w dystrykcie East Hampshire. Leży 36 km na południowy wschód od miasta Winchester i 90 km na południowy zachód od Londynu. W 2001 miejscowość liczyła 2770 mieszkańców.